# Diapheromera femorata
Espèce
Le Bâtonnet ordinaire (Diapheromora femorata) est une espèce de phasmes de la famille des Diapheromeridae. On le retrouve en Amérique du Nord, où il vit dans la forêt décidue.

## Description
Le Bâtonnet ordinaire peut être vert, gris, ou brun. Il possède six pattes, mais la paire antérieure est souvent étendue le long des antennes lorsque l'insecte est au repos. Il ne possède pas d'ailes.
Cette espèce présente un dimorphisme sexuel. Le femelle mesure de 70 à 101 mm, tandis que le mâle, plus petit, mesure de 68 à 84 mm. Par rapport à la femelle, le mâle est plus élancé et plus coloré.

## Habitat et répartition
On retrouve le Bâtonnet ordinaire à l'est de l'Amérique du Nord, du nord de la Floride au Québec. Au Québec, on ne le retrouve que sur le Mont Royal,, dans le parc de la Gatineau et près de la frontière américaine. Il vit dans les forêts décidues.

## Alimentation
Les préférences alimentaires du Bâtonnet ordinaire varient en fonction de son stade de développement. Les jeunes nymphes se nourrissent de plantes telles que le noisetier (Corylus cornuta), le rosier (Rosa spp.), l'amélanchier (Amelanchier sp.) et le framboisier (Rubus idaeus). Les nymphes plus âgées et les adultes préfèrent les feuilles de chêne noir (Quercus velutina), le tilleul (Tilia spp.) et le cerisier (Prunus spp.). 